# 保安局高官出席涉性侵晚宴事件

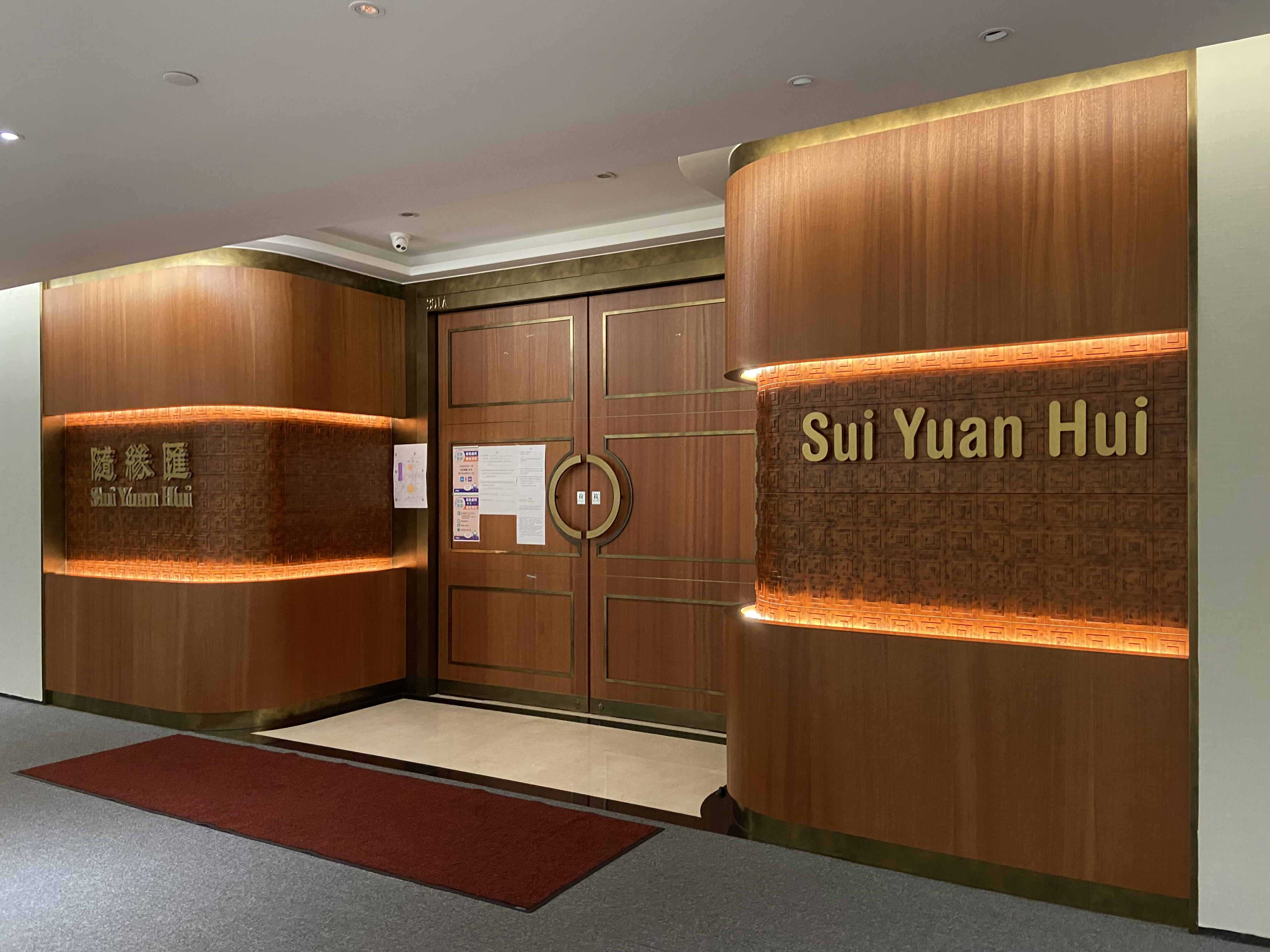
案發地點「隨緣匯」中餐館位於灣仔港灣道28號灣景中心3樓。

保安局高官出席涉性侵晚宴事件是一宗發生於2021年3月香港政府多位高級官員在2019冠狀病毒病第四波疫情期間接受中國財團高層豪華款待，並牽涉強姦案及違反防疫限聚令的案件。當晚，香港保安局副局長區志光、香港入境事務處處長區嘉宏及香港海關關長鄧以海，這三位專責保安事務的首長級人員接受恒大集團管理層的邀請，在灣仔灣景中心的私人會所「吉祥薈」內的高級中餐館「隨緣匯」出席晚宴。然而，當晚飯局約有9人同桌，不但違反當時食肆不得超過4人同桌的限聚令，其中一名列席者更涉嫌強姦一名女子而被拘捕及起訴。案發後，香港特區政府未有公佈三名首長級官員集體違反防疫限聚措施，而香港警方亦沒有披露該宗強姦案，直至同年7月8日遭香港傳媒揭發，隨即引起社會大眾對官員操守及貪污的關注，並質疑高官及高級公務員出席這類宴會不但干犯公職人員行為失當，這次飯局也因為涉及強姦案而有妨礙司法公正的嫌疑，對社會廉潔造成衝擊，香港特區政府對事件的處理手法亦被指袒護涉案官員及欠缺公允，並引發更多爭議。

## 已曝光的涉案人員
雖然早於2021年3月初，警方在調查恒大集團管理層私人晚宴當天發生的一宗強姦案時，已取得飯局出席者的名單，但香港特區政府並未有主動交代事件的詳情，包括未有披露應邀出席當晚晚宴的公職人員身份，而截至2021年7月17日，已曝光的政府高層共有三人，其中包括由中華人民共和國中央人民政府（國務院）委任，身兼維護國家安全委員會成員的入境事務處處長區嘉宏及海關關長鄧以海，另一人則為保安局副局長區志光，還有一名已知的涉案人員是恒大香港常務副總經理陳奮。
區志光，男，案發時59歲，現職保安局副局長，曾任職香港警務處高級助理處長。
區嘉宏，男，1967年出生，案發時約54歲，現職入境事務處處長，身兼維護國家安全委員會成員。區嘉宏於1990年加入人民入境事務處，於2020年接替曾國衛擔任入境事務處處長。
鄧以海，男，1964年出生，案發時約57歲，現職香港海關關長，身兼維護國家安全委員會成員。鄧以海於2017年7月出任海關關長，是自1999年以來首位由海關內部升職為關長的人員。鄧以海將於2021年10月按海關關長的退休年齡離任，但《星島日報》引述消息指鄧以海在離任香港海關後，很大機會被調任到廉政公署並獲委任為廉政專員，以接替現任廉政專員白韞六。
陳奮，男，時年37歲，恒大集團香港公司常務副總經理。陳奮在2018年前已參與為恒大集團在香港買賣土地，並且身為公司董事。
在保安局的管理架構及部門首長的從屬關係方面，入境事務處、香港海關及警務處都是保安局的轄下部門。在2021年3月案發時，時任保安局局長李家超是入境處長區嘉宏及海關關長鄧以海的直屬上司，而當時負責調查陳奮牽涉的強姦案及恒大飯局違反限聚令的香港警方仍是由鄧炳強出任警務處長，鄧炳強的直屬上司同樣是局長李家超，保安局副局長區志光則是李家超的副手。而在案件於同年7月8日被香港傳媒曝光時，李家超已於7月1日被升任為政務司司長，鄧炳強則接任李家超成為保安局局長。
2021年8月30日，更多涉案人員的名單曝光：
宋如安，男，1968年11月出生，於2015年1月被派到香港出任外交部駐香港特派員公署副特派員，至2021年4月離任。
黎慧霞，女，香港大學中國事務部副總監。
香港傳媒報導指有多達13人曾經出席該飯局，而警方在傳媒查詢後回應稱有9人被票控違反限聚令，但一直沒有如其他同類案件般交代被票控人士的年齡、性別、案發時間及地點等資料，保安局亦拒絕評論有否票控出席飯局的宋如安。在受邀出席飯局的名單中包括香港大學校長張翔，但香港大學發言人否認張翔在席。

## 案件曝光及事態發展
2021年7月8日早上，《明報》報導接獲匿名投訴，指警方於今年3月調查一宗強姦案時，發現入境處長區嘉宏、海關關長鄧以海接受恒大集團管理層設宴款待，在灣仔灣景中心3樓的高級私人會所「吉祥薈」，於會所內的豪華餐館「隨緣匯」享用晚宴，當時同桌合共有9名男女，不但違反《預防及控制疾病條例》在當時規定不得超過4人同桌進餐的防疫限聚令，更有出席人士因當晚強姦一名女子而被拘捕，至於出席該晚宴的人士及餐館負責人，也因為違反防疫禁令而被票控，有9名出席者被定額罰款5000港元。同日，傳媒揭發保安局副局長區志光也有出席當晚的飯局，並向保安局查詢。區志光於7月8日晚上透過保安局發出聲明，承認曾出席同一晚宴遭到罰款，又稱日後出席活動會加倍謹慎，務必確保符合規定。
香港特區政府一直沒有公佈有官員集體違反防疫禁令的消息，警務處不但沒有如其他強姦案般披露這宗性侵案的案發日期和地點，更沒有主動公佈這宗違反限聚令的個案，做法極為罕見。《立場新聞》翻查警方於2021年3月至7月間超過一百次執行限聚令的行動，警方幾乎每次均向傳媒發布被票控個案的人數、性別及年齡，如警方於2021年3月中撿控民主派沙田區議員李志宏等人在灣仔聚會，警方便隨即於翌日主動公布向14男及14女發出限聚令告票，年齡介乎23至63歲，但是次三名保安局高官集體違反限聚令，警方卻沒有主動向傳媒發放消息，直至有傳媒於6月查詢才回覆有9人在「吉祥薈」的所在地址被票控，但拒絕如其他違反限聚令個案般回答被票控人士的性別及年齡等資料。
根據《防止賄賂條例》，香港政府公職人員收受利益受到嚴格的限制，其中的「公職人員行為失當」罪名，只要政府公職人員未能就其所收受的利益提供合理解釋，也可被檢控，過往亦有冼錦華、黃冠豪等警務人員因為接受豪華款待而被起訴，並被法庭判處罪名成立及入獄的案例。《公務員守則》亦指出公務員必須避免接受過分奢華或慷慨的款待。香港海關發給內部各級職員的《品行及紀律守則》，更註明如有人提供款待，應先審慎考慮會否過於豐厚，若然不宜婉拒就「應設法付還費用」，守則的附錄更將「接受過分豐厚款待」列為不道德行為，需要紀律處分，而涉及本案的其中一人正是海關關長鄧以海，因此保安局三名高官同時出席私人豪華款待的事件旋即引起香港社會關注。
翌日7月9日，入境處長區嘉宏、海關關長鄧以海，於晚上僅以書面回覆，表示已繳交限聚令罰款，但否認涉及當晚發生的一宗刑事案件，至於接受豪華款待及公職人員行為不當的問題則沒有回應。7月9日下午，傳媒披露在案發當晚的飯局涉及強姦的疑犯是一位名叫「陳奮」的男子，這名男子的姓名與恒大集團在香港的一位常務副總經理相同，案情指陳奮在3月2日強姦一名參與飯局的女子，該女子於3月3日向警方報案被強姦，警方則於3月4日早上到灣仔恒大中心拘捕陳奮，報導引述目擊者稱，陳奮被捕時表現慌張，他於5月被落案起訴強姦罪，於6月被改為控告企圖強姦，報導稱案件將於7月19日首次提堂。
三名涉案官員在回應事件時都宣稱不知道「隨緣匯」是餐館，以為是不受限聚令管制的私人地方，惟《立場新聞》記者曾於6月底以顧客身份到訪上址，記者當時已拍得在「隨緣匯」正門的當眼處有展示「持牌普通食肆」的牌照，及自2021年2月18日起所有食肆必須展示的「安心出行」二維碼；在餐館所在的灣景中心3樓，於升降機大堂更豎立了指示牌清晰標示「隨緣匯餐廳」。而在恒大舉行飯局的2021年3月2日，第四波新型冠狀病毒肺炎疫情仍在肆虐香港，在案發前的三天（2月27日）便錄得33宗確診個案，在三名保安局高官出席飯局的當日也有13宗確診，包括4宗本地源頭不明個案，食物及衞生局局長陳肇始在前一天（3月1日）便警告全香港的食肆要遵守防疫措施，違規的食肆可被勒令停業最長14天，並強調會加強執法。
《明報》於7月18日報導涉嫌強姦而被起訴的恒大集團高層陳奮，其辯方律師團隊的名單，包括公務員事務局局長聶德權的兒子，現時為道宏大律師事務所大律師的聶天樂。聶德權在18日早上出席一個電台節目後被傳媒追問，聶德權證實兒子聶天樂是這宗企圖強姦案的辯方律師團隊成員，他稱是在星期四（7月15日）收到傳媒查詢才知道兒子是這宗案件的其中一名辯護律師，他已經向行政長官匯報，又稱看不到事件有利益衝突。聶德權又表示保安局局長鄧炳強作為三名涉案官員的上司，已檢視情況及作出判斷，公務員事務局因此無需對這三名官員作出進一步跟進。
同日，傳媒報導涉嫌強姦的飯局列席者陳奮可能已沒有上班；《明報》記者透過於2017年恒大集團春茗活動中，從陳奮手上取得的名片上標示的電郵地址，於7月9日向陳奮的電郵信箱發出電郵，電郵系統於當日成功寄出郵件，但是在7月16日再次向陳奮的電郵地址發出電郵，電郵系統卻回報「550 Mailbox not found」（未能尋獲該電郵信箱），記者因此在7月17日致電恒大集團執行董事兼香港公司總經理黃賢貴查詢，惟對方在記者表明身份後立即掛線；記者於是在同日下午到訪位於灣仔中國恒大中心內的恒大集團辦公室，但無人應門。另外，根據香港司法機構網頁資料，有一宗被告人姓名為陳奮的企圖強姦案（案件編號：ESCC464/2021），該名被告人被控於2021年3月2日在跑馬地一個住宅單位企圖強姦女子X（保密案件受害者或證人身份的代號），案件將於7月19日早上9時半再度在東區裁判法院提訊。
7月19日上午，陳奮在東區裁判法院出庭應訊，陳由曾任律政司副刑事檢控專員的資深大律師黎婉姬代表，其辯方律師團隊還包括大律師關有禮、江小菁，及事務律師黃啟豪。傳媒查閱資料顯示辯方代表大律師黎婉姬目前為Plowman Chambers大律師事務所工作。辯方事務律師黃啟豪表示，雖然公務員事務局局長聶德權的兒子聶天樂在同一律師事務所任職，但未有就本案提供法律意見，不過傳媒查閱資料顯示聶天樂目前在道宏大律師事務所（Tower Chambers）工作。在控方證人列表上，除了舉報遭陳奮性侵的女子X，還有警員、化驗師及法醫等。裁判官王證瑜將案件押後至7月30日，以訂下初級偵訊的日期，陳奮獲准以10萬港元現金繼續保釋外出，期間不准離開香港、每星期須到警署報到兩次。陳奮離開法院時受到傳媒以廣東話及普通話追訪，傳媒問及他有否出席在灣仔的飯局、與誰出席等等，但陳奮均沒有回答，而在他身旁的一名男子則稱「陳生唔會答任何問題」（陳先生不會回答任何問題），傳媒於是追問這名男子是否為陳奮的秘書、律師或恒大集團職員，該男子也沒有回答，陳奮與該名男子於法院外隨即登上一輛掛有中港車牌的白色七人車離開，其後在中環交易廣場下車，並步行前往交易廣場三座的一所律師事務所。案件於7月30日在東區裁判法院再次聆訊，被告陳奮獲委派普通話傳譯員協助，辯方繼續由前副刑事檢控專員資深大律師黎婉姬、大律師關有禮及大律師江小菁代表，主任裁判官羅德泉排期於10月6至7日進行初級偵訊，被告陳奮繼續獲准以10萬元保釋。

## 餐單爭議
案發地點「隨緣匯」是一家位於「吉祥薈」灣仔會所內的中餐館，該餐館領有食物環境衛生署簽發的普通食肆牌照（牌照編號：2212817092），也有向酒牌局領取酒牌，但民政事務總署牌照事務處網頁未有顯示「吉祥薈」灣仔會所領有會社牌照，《明報》於是直接向民政事務總署牌照事務處查詢，該處回應稱根據紀錄，並未有向「吉祥薈」所在處所簽發合格證明書。在「吉祥薈」灣仔會所內除了設有「隨緣匯」中餐館，在「隨緣匯」旁另設有「雪茄會」。「吉祥薈」保安嚴密，「隨緣匯」及「雪茄會」的大門均裝有密碼鎖，門外及走廊裝有多個閉路電視鏡頭，會所於營業時大門關上，職員也需要使用密碼門卡出入，私隱度極高，不時有香港藝人及社會名人光顧。「吉祥薈」只招待會員，但會員可邀請朋友入場，會所的餐飲服務只有會員可以預約。「吉祥薈」的會席分為白金卡、鉑金卡及黑金卡三個級別；白金卡的入會門檻最低，為20萬美金（折合約156萬港元）；最高級的黑金卡會員，則需100萬美元（折合約780萬港元），因此被認為是「富豪俱樂部」。除了灣仔灣景中心會所外，「吉祥薈」在山頂及石澳亦設有會所，不過同樣未有向民政事務總署牌照事務處申領會社牌照。
保安局接受傳媒查詢時沒有正面回應當晚副局長及處長吃了什麼，僅表示屬於「一般火鍋食材」，而網上流傳「隨緣匯」的收費表，即使是火鍋也每位最少收費3380港元，食材包括澳洲野生花龍蝦刺身、原條菲律賓東星斑切片、加拿大空運象拔蚌刺身、鹿兒島A4和牛、香港本地蝴蝶蚌、美國牛小排、西班牙黑豚肉及內蒙古羔羊肉等。由於公務員接受企業邀請享用奢華款待涉及公職人員行為失當及違反《公務員守則》，尤其是未有作出事前申報及避嫌，傳媒因此向於案發時為保安局局長的李家超及警務處長鄧炳強查詢是否曾獲邀出席該晚宴，兩人都透過發言人否認有出席該晚宴，但沒有回應有否獲邀及是否曾出席同類型宴請。

## 被指牽涉貪污及妨礙司法公正
於2021年3月2日邀請官員出席晚宴的為恒大集團在香港的管理層，該集團於2021年曾出售資產減債。由於保安局並非主管商業及經貿事務的政府部門，這三名在特區政府屬於保安系統領導層的高級官員缺乏合理理據須要出席商業機構的宴請，而同時有三名政府高級官員出席一場地產商的私人晚宴，更是十分罕見。香港特區政府在事發後沒有披露此案，即使案件曝光也迴避交代事件的詳情，包括是何人向官員發出邀請、地產商為何要宴請保安局高官及紀律部隊首長、官員應邀出席的原因、恒大集團與保安局轄下部門有什麼業務往來、官員是不是經常出席這類宴請、為何要在隱秘的私人會所進行特區政府所稱的「普通社交聚會」、在飯局討論了什麼及是否與公事有關、還有什麼人出席飯局、除聚餐外有沒有為出席的官員提供其他款待或饋贈、宴請方有沒有安排女子陪伴官員、飯局與強姦案的時序及關聯、當晚的人均消費是多少、是誰為飯局結帳、出席的官員有沒有作出申報、特區政府領導層是何時得悉官員集體違反限聚令及飯局牽連強姦案，以及為何特區政府未有披露事件及交代細節。
廉政公署執行處前總調查主任查錫我表示三名保安部門首長接受豪華宴請並有在場人士捲入強姦案，公務員事務局有責任主動調查事件。查錫我指出如果兩位紀律部隊首長在出席晚宴時已經知道有強姦案發生，並就罪案提供意見，使涉案者可以免於受刑責，即有可能妨礙司法公正。查又稱《公務員守則》提到公務員必須避免接受任何過分奢華、慷慨或頻密的款待，否則會被紀律聆訊及可被處分，公務員事務局應查明事件，避免對部門首長與中低級公務員的規管有「雙重標準」。
時事評論員林和立表示，香港在英國管治時期，高級官員絕不會出席私人企業安排的活動，但1997年香港主權移交到中國後，香港高官與中國大陸幹部及企業交往增多，企業有可能為拉攏政府官員，而進行不恰當的事情，事件亦反映特區政府與市民的期望存在落差。
對於香港特區政府回應稱，副局長及兩名處長當晚接受請客「不知道餐費的價錢」，又稱「活動屬交際不用申報」。曾經任職40年香港公務員，現時是香港公務員工會聯合會主席和香港文書職系公務員總會總幹事的梁籌庭表示「我第一次聽出席交際不用申報」，並質疑如何界定屬於不用申報的「交際」，高級公務員一般對「利益」很敏感，接受款待前不申報，做法實屬罕見，特別是涉及商人的聚會。梁籌庭又稱高級公務員一般對申報利益有「習慣性」，即使獲得價值不高的紀念品在離場時也不會帶走，而且「職級越高，警覺性越大」，官至部門首長更需要自律。
《立場新聞》翻查《政治委任制度官員守則》及公務員事務局的指引，都未能找到特區政府聲稱「活動屬交際不用申報」的相關條文，這兩份守則反而註明，官員決定接受款待時需顧及「是否奢華或過度」，以及考慮「款待的價值」。其中《政治委任制度官員守則》註明，官員決定應否接受款待時，「必須顧及到諸如款待性質是否奢華或過度」、「宴請者或已知出席者的品德或聲譽」等三項因素，又指明官員需考慮出席飯局會否引致「官員或政府尷尬」、「聲名受損」等五種情況。該守則又註明「如就接受款待事宜有任何疑問，政治委任官員應尋求行政長官指引」。公務員事務局發出的《規管公務員接受利益及款待制度摘要》註明「公務員不應接受過分慷慨、豐厚或頻密的款待。」又表明公務員遇到有人提供款待時「應審憤考慮有關款待是否過分豐厚」，包括「應考慮款待的價值、內容、頻密程度和性質」。政府的內部守則及指引均明確要求官員及公務員考慮接受款待時，必須衡量是否過分奢華。因此三名保安局高官聲稱不知道晚宴的費用而出席，或者已經與政府的明文規定發生衝突。
香港海關的《品行及紀律守則》列明「接受過分豐厚款待」是需要被紀律處分的不道德行為，應避免接受報答人情、損害本身、有損政府聲譽，以及引致可能或實際利益衝突的款待；接受款待前應事先申報，如沒有事先申報便應設法付還費用；如有任何疑問應在接受有關款待前，向關長或內務秘書尋求指引。飯局出席者之一的鄧以海曾於2019年以部門首長的身份為新版守則撰寫前言，在結語以「我們必須取信於民，樹立正面形象」及「繼續保持廉潔誠信，公正執法」提醒海關各級人員必須熟悉及遵循《守則》，該版本的守則更附有海關關長鄧以海的簽名。傳媒因此向海關查詢關長鄧以海有否就出席飯局進行申報、事後有否付還費用，以及是否符合《守則》等問題，惟海關卻以「沒有補充」回覆記者的查詢。

## 各界反應

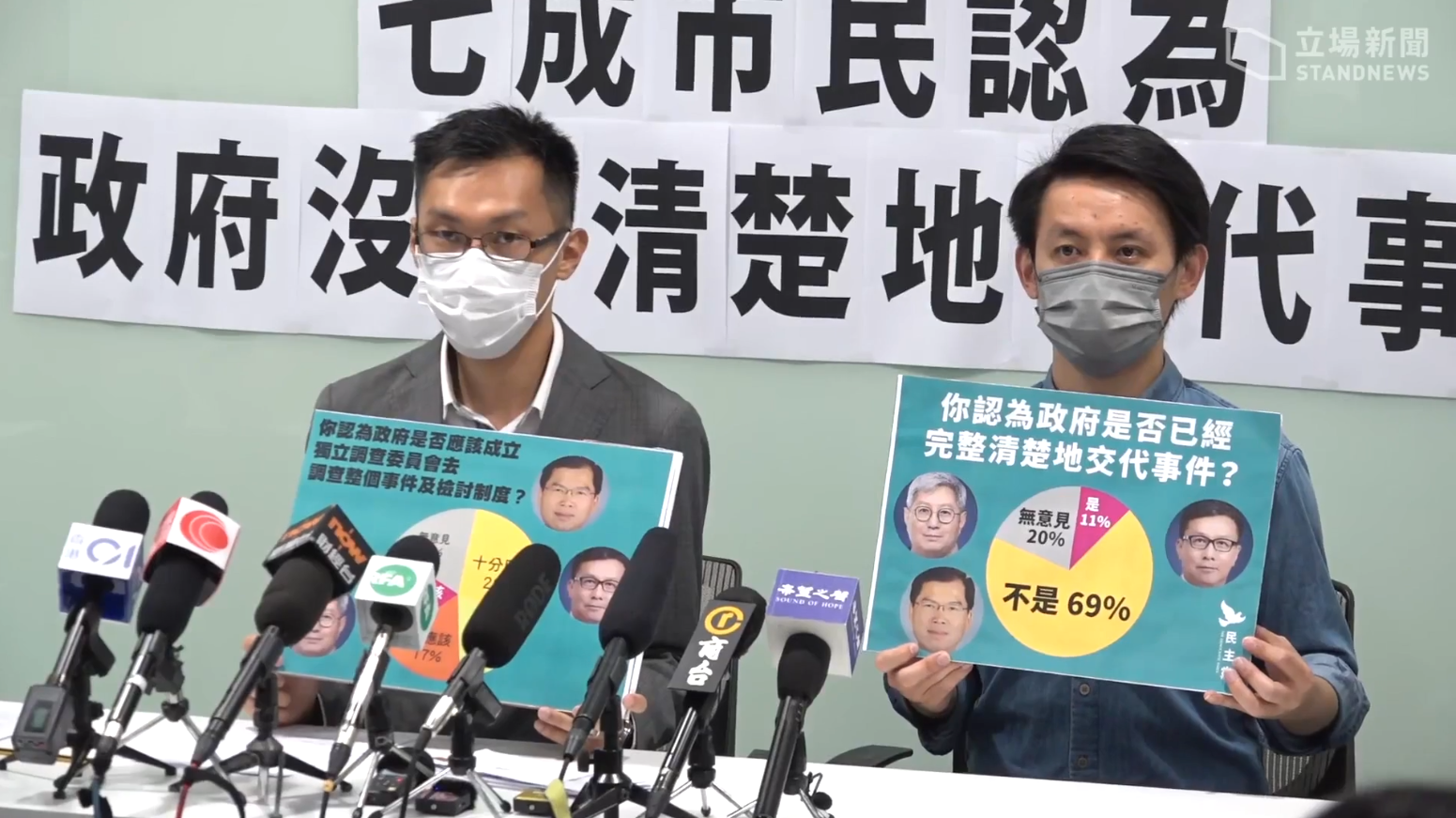
8月4日，民主黨召開記者會，公佈高官飯局事件民意調查結果。近七成受訪者認為政府無清晰交代；三成認為事件影響對官員廉潔的信心，三成八稱沒有影響

行政長官林鄭月娥於7月11日首度開腔回應事件，林鄭稱：「你被請到去，又點知（豪華）呢？菜單都無得睇㗎嘛，你唔可以話見有塊鮑魚就起身走啦」（你被請到去，又怎知豪華呢？無得看菜單嘛，你不可以說見到有一塊鮑魚就起身離開），她呼籲大眾要以人性化的角度審視事件，又稱「事件應告一段落」。林鄭月娥於7月13日出席行政會議前向在場記者表示，這三名高官就違反限聚令繳交定額罰款，已是承擔法律責任，事件不涉其他違規行為，他們也不是明知故犯，並形容這三名高官犯下的罪行如同「違例泊車、亂拋垃圾」一樣輕微。林鄭月娥又稱與政務司司長李家超、保安局局長鄧炳強了解事件後，根據與這三名官員共事的經驗，知道他們的為人，一致認為無須對事件作進一步調查。現場記者追問林鄭月娥為何與前特首曾蔭權、前廉政專員湯顯明及前警司黃冠豪等公職人員牽涉違規事件的處理手法不一樣；又有記者表示如果官員只是繳交限聚令罰款便沒有其他法律責任，防止貪污條例是否形同虛設，三名官員的行為是否與中共總書記習近平的打貪要求背道而馳，以及林鄭月娥是否可保證在飯局的席間沒有任何女子陪伴三名官員；林鄭月娥未有正面回應記者的發問，僅稱刑事罪行應交由司法機關判斷，並強調這三名官員不是警方現時的刑事調查對象，重申這三位保安局高官只是在疫情期間缺乏敏感度。
2021年3月案發時為保安局局長（涉案副局長及處長的直屬上司），現任政務司司長的李家超在7月12日出席活動時因飯局事件受到記者追訪，李家超稱出席晚宴是「正常與其他人士維繫的方法」，他們（三位涉案高官）已經致歉，將會更謹慎及有所警惕，並認為他們已承擔整件事及向公眾說明了。當記者問及是否得到這三位下屬的事前申報，是否知道飯局涉及強姦案時，李家超便迅速登車離開，未有回答記者的提問。 
2021年7月14日，目前是三名涉案高官直屬上司的保安局局長鄧炳強在事件被揭發一星期後首次作出評論，鄧聲稱親自檢視後「看不到」事件涉利益衝突、欠下人情，或令政府聲譽受損，又為三名下屬辯護，鄧稱他們事先不知道，亦不察覺飯局貴重，三名高官如果早知道情況，相信他們「不會這樣做」，又稱這三名下屬在聲譽方面「付出很大代價」，相信日後會加倍謹慎，還稱「與社會各界聯繫是官員工作一部分」，三名涉案下屬是「犧牲陪伴家人的時間」出席飯局，協助制定政府政策。
公務員事務局局長聶德權在7月12日在立法會出席會議後會見記者時稱，公務員出席飯局不是接受利益，政府人員不時與各界聯繫、接受款待，而原則上需要避免造成負面觀感或影響，今次事件中的官員存在敏感度不足及疏忽問題，但對於會否展開紀律調查，聶德權未有作出回應，又稱保安局等相關部門已發表聲明交代，他沒有更多補充。
曾出任保安局局長，目前是行政會議成員、立法會議員的新民黨主席葉劉淑儀在7月9日表示，三名保安局高官接受款待出席晚宴並非嚴重缺失，只屬疏忽，但他們應該及早向公眾解釋及致歉。葉劉淑儀又稱特區政府對限聚令所指的公眾地方定義不太清晰，但三位高官作為高級官員，尤其是涉及保安局和紀律部隊的身分比較敏感，應在出席任何宴會前調查清楚是否公眾地方、會否觸犯限聚令，希望他們汲取今次教訓。
立法會議員謝偉俊於7月11日與廉政公署前總調查主任查錫我一同出席香港電台時事講談節目《千禧年代》，謝偉俊稱「民以食為天」及「僅一次半次」，認為市民不要在枝節上糾纏，應「向前行」，又稱外界希望知道更多飯局的細節，只是出於好奇心，例如是否有名酒及男女關係等，謝偉俊又認為官員不出席飯局會令人感覺高傲及不近人情。
與謝偉俊一同在香港電台節目《千禧年代》接受專訪的廉政公署前總調查主任查錫我表示，特區政府將三名保安局高官接受地產商安排的晚宴說成只有「普通火鍋食材」，明顯意圖淡化事件，卻令到市民反感，因為當晚人均消費若為三、四千港元，無論以何種標準都已屬於奢華，而公眾是希望政府公平公正處理事件。查強調政府有需要解釋為何三名保安體系的官員，有需要與地產商聯繫並出席其安排的飯局。
立法會議員田北辰於7月13日在香港電台節目上稱特區政府認為「事件應告一段落」的說法不會獲公眾接受，因事件已引起社會眾多質疑及揣測，政府需要交代更多細節，並借今次事件檢視公職人員申報及接受款待的指引，清楚界定需要申報的宴會金額，否則這類爭議陸續有來。
民主黨區議員袁海文於7月14日批評保安局局長鄧炳強為三名下屬的辯解，指鄧炳強沒有清楚交代細節，出席飯局的名單、身份、是誰人邀請，以及在飯局討論的內容，難以令公眾信服沒有利益衝突。鄧炳強應交代為何警務處國家安全處處長蔡展鵬被揭發光顧邪骨骨場便需要被停職及接受調查，但對於保安局三名首長級人員卻沒有採用相同做法，是基於何種原因而採取差別待遇。到同年8月4日，民主黨召開記者會，公佈高官飯局事件民意調查結果。在隨機電話訪問683名香港居民中，近七成受訪者認為政府無清晰交代；三成認為事件影響對官員廉潔的信心，三成八稱沒有影響。民主黨主席羅健熙指涉事官員至今沒有親身向公眾交代，質疑政府淡化事件，要求政府清晰交代飯局細節。